# Chelone
Chelone, comúnmente conocida como cabeza de tortuga, es un género con 83 especies de plantas de flores perteneciente a la familia Scrophulariaceae. Algunos expertos lo clasifican dentro de la familia Plantaginaceae.

## Especies seleccionadas
- Chelone alba
- Chelone albida
- Chelone alpina
- Chelone angustifolia
- Chelone angustifolis
- Chelone atropurpurea
- Chelone glabra
- Chelone lyonii